# 519
519 (DXIX) var ett normalår som började en tisdag i den julianska kalendern.

## Händelser

### Okänt datum
- Cerdic blir kung av Wessex.
- Synagogan i Ravenna bränns ner under kravaller; Theoderik den store ger order om att den skall byggas upp igen på Ravennas bekostnad.
- Östkyrkan och västkyrkan enas tillfälligt med slutet på den akakiska schismen.
- Jacob av Serugh blir biskop av Batnan.
- Den kinesiska biografisamlingen Gāosēng Zhuàn är klart.
- I Irland, bildas Kildares stift.

## Födda
- Kejsar Xuan av Västra Liang

## Avlidna
- Munjamyeong, kung av Koguryo.